# Адича
Ади́ча — річка у Республіці Саха (Якутія), в Росії, права притока Яни. Довжина 715 км, площа басейну 89,8 тичяч км². Бере початок на схилах хребта Черського, тече по широкій долині.
Головні притоки:
- Делакаг, Чакри, Туостах (праві);
- Дербеке, Нельгесе, Борулах (ліві)

Середні витрати води біля селища Урдюк-Кумах 486 м²/с. Характерні величезні наледеніння. В басейні річки понад 4 тисячі озер загальною площею 262 км². Судноплавна на 223 км вище гирла.